# 巴克山 (南喬治亞群島)
巴克山（英語：Mount Back），是南極洲的山峰，位於南喬治亞群島，處於多里斯灣以南3公里，海拔高度650米，由英國南極名稱諮詢委員命名，由英國海外領土管轄。